# Коллегия адвокатов Израиля

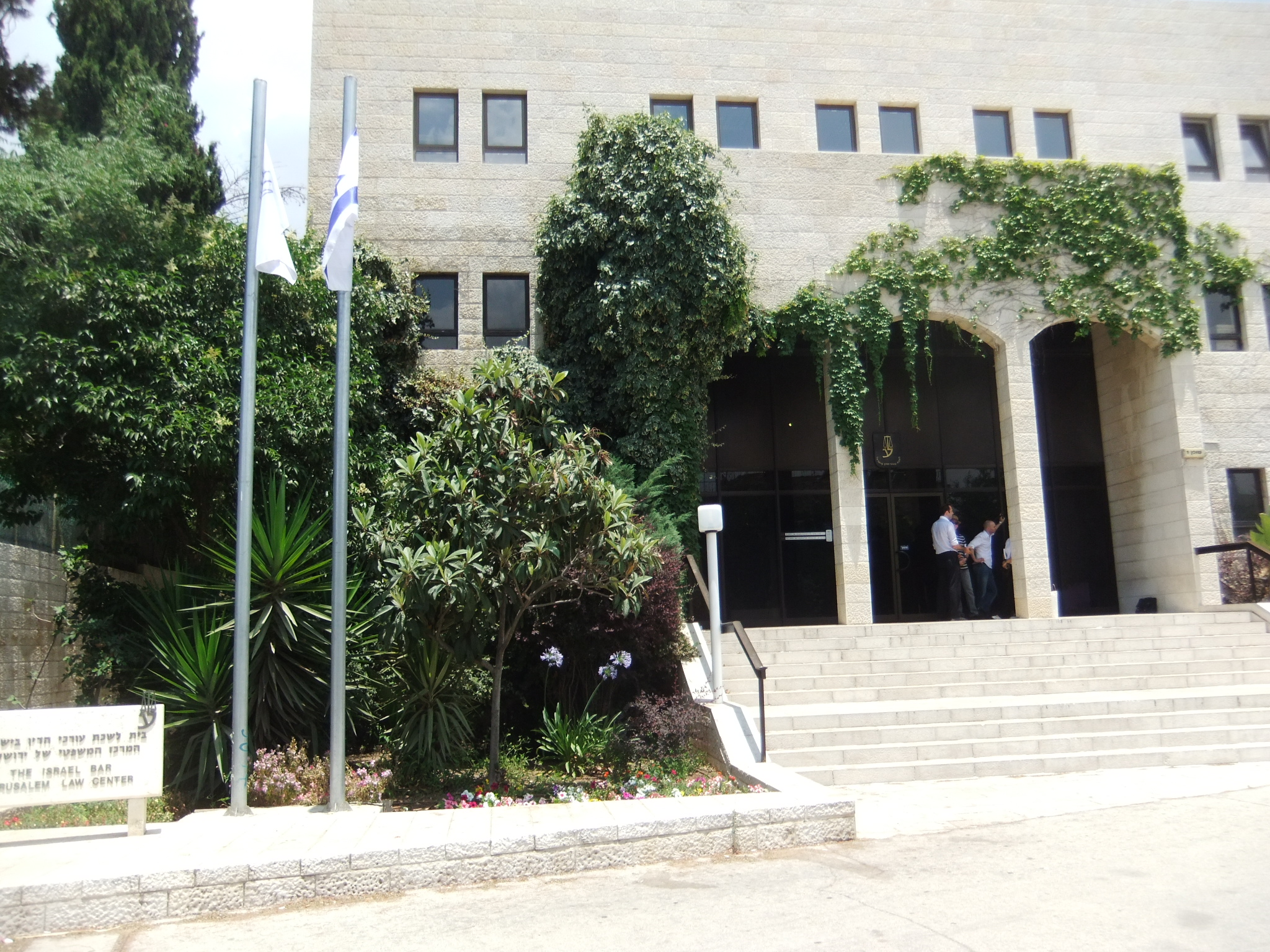
Израильская коллегия адвокатов, Иерусалим

Коллегия адвокатов Израиля (ивр. לִשְׁכַּת עוֹרְכֵי הַדִּין בְּיִשְׂרָאֵל‎) — ассоциация адвокатов, объединяющая всех израильских юристов.

## История
Коллегия адвокатов Израиля была создана в соответствии с Законом об ассоциации адвокатов 1961 года. Закон вступил в силу в марте 1962 года.
Органы Израильской коллегии адвокатов включают в себя Центральный комитет, Национальное собрание и пять округов. Членство является обязательным для юристов, имеющих лицензию в Израиле. Высшие должности являются выборными. Выборы проводятся каждые четыре года.
Закон наделяет израильскую коллегию адвокатов следующими полномочиями:
- регулирование этических и дисциплинарных вопросов
- аккредитация стажеров
- проведение экзаменов для адвокатов два раза в год и выдача лицензий
- принятие мер в интересах своих членов
- юридические действия против нарушителей в профессиональной деятельности.

Коллегия адвокатов Израиля считается саморегулируемой «гильдией», созданной в соответствии с концепцией, согласно которой юристы лучше подготовлены к дисциплине без государственного или судебного надзора.
Это отличается от Соединенных Штатов, где юристы должны добиваться допуска в суды каждого штата, в котором они хотят заниматься практикой, и должны получать дополнительные отдельные лицензии от федеральных судов. Членство в Коллегии адвокатов Израиля является обязательным, и это единственная ассоциация адвокатов, признанная законом. Под эгидой Коллегии адвокатов Израиля различные комитеты, занимающиеся почти всеми вообразимыми аспектами права, собираются на добровольной основе. Однако эти комитеты играют очень ограниченную роль в повседневной практике адвокатов и имеют минимальное влияние на процесс разработки и принятия законов.
Действуют два постоянных комитета Израильской коллегии адвокатов:
- Комитет по обязательному посредничеству
- Комитет по «схар-мицва» (ивр. שכר מצוה‎) (Программа Pro Bono)[5].